# Sáfár Mónika
Sáfár Mónika (Budapest, 1965. augusztus 10. –) Jászai Mari-díjas magyar színésznő, érdemes művész.

## Életrajza
A Nemzeti Színház stúdiójának növendéke volt, majd 1986-tól egy évig a Bartók Béla Zeneművészeti Szakközépiskola ének szakos hallgatója. 1987–1991 között a Színház-és Filmművészeti Főiskola prózai szakos növendéke volt Marton László osztályában. Harmadévesen Babarczy László egy operett (Buday Dénes: Csárdás, rendező: Bezerédi Zoltán) főszerepére szerződtette a kaposvári Csiky Gergely Színházba. 1991-ben rektori engedéllyel a Madách Színházban Tolcsvay-Müller-Müller: Mária evangéliuma című rockoperájának címszerepével diplomázott (rendező: Nagy Viktor), majd még abban az évben Kaposvárra szerződött.
A máig etalonnak tekintett[forrás?] Mohácsi János által rendezett Kálmán: Csárdáskirálynőjének Sylviáját játszotta, amikor 1993-ban Szinetár Miklós a Fővárosi Operettszínházhoz hívta. Jakobi: Leányvásár című operettjének főszerepével debütált. Hangi adottsága lehetővé tette, hogy az opera műfajában is jeleskedjen, ezért külön képezte is magát. Énekmestere 1989–1991 között Gencsy Sári, 1994-től Kaposy Margit.
1996-ban a Szegedi Nemzeti Színház főzeneigazgatója, Pál Tamás meghallgatta és megkapta első operafőszerepét, Boito: Mefistofele kettős szerepét (rendező: Kovalik Balázs). A következő évben Pál Tamás leszerződtette a színházhoz, ahol számos operafőszerepet kapott. (Háry János – Örzse, Tosca címszerep, Nabucco – Abigél) Közben vendégként játszotta szerepeit a Fővárosi Operett Színházban, Kaposváron.
1996-ban meghívást kapott a Magyar Állami Operaháztól, ahol a Denevér című nagyoperett Rosalindáját énekelte. Ugyanebben az évben Lévay-Kunze: Elisabeth című musicalének címszerepét mutatta be a Szegedi Szabadtéri Színpadon, majd a Fővárosi Operett Színházban és játszotta gyermeke születéséig. Nem szakadt el Kaposvártól, vendégművészként több musical és operett főszerepére hívták.
Gyermeke születése után 2001-ben Kerényi Miklós Gábor hívására a Marica grófnővel tért vissza az Operettszínház színpadára és annak 2008-ig vendégművésze volt.
2003-ban a Madách Színházban Webber: Az Operaház Fantomja című musicalében megkapta Carlotta szerepét. Ettől kezdve a mai napig a színház művésze.
2007-ben visszatért az opera műfajához: a Magyar Állami Operaház meghívására elénekelte Puccini: Turandot című operájának címszerepét (rendező: Kovalik Balázs).
2010-től a kecskeméti Katona József  Színház vendégművésze volt, 2015-től játszott a Pesti Magyar Színházban is.
Számtalan külföldi turné részese (Németország, Ausztria, Olaszország, Japán, Anglia, Spanyolország, Franciaország).
Hangszertudás: gitár, tangóharmonika.
2021-től a Színház- és Filmművészeti Egyetem tanára.

## Szerepei
|                                     | Cím                       | Szerep            | Rendező              | Bemutató helye                                      |
| ----------------------------------- | ------------------------- | ----------------- | -------------------- | --------------------------------------------------- |
| Buday Dénes                         | Csárdás                   | Rozika            | Bezerédi Zoltán      | Csiky_Gergely_Színház, Kaposvár                     |
| Zerkovitz Béla                      | Csókos asszony            | Rica Maca         | Iglódi István        | Vörösmarty Színház, Székesfehérvár                  |
| Leonard Bernstein                   | Candide                   | Kunigunda         | Gazdag Gyula         | Csiky_Gergely_Színház, Kaposvár                     |
| Kálmán Imre                         | Csárdáskirálynő           | Sylvia            | Mohácsi János        | Csiky_Gergely_Színház, Kaposvár                     |
|                                     |                           |                   | Halasi Imre          | Budapesti Operettszínház                            |
|                                     |                           |                   | Kerényi Miklós Gábor | Budapesti Operettszínház                            |
|                                     |                           | Cecilia           | Mészáros Árpád Zsolt | Veszprémi Petőfi Színház                            |
| Jacobi Viktor                       | Leányvásár                | Lucy              |                      | Budapesti Operettszínház                            |
| Lehár Ferenc                        | Luxemburg grófja          | Angele            | Ascher Tamás         | Csiky_Gergely_Színház, Kaposvár                     |
|                                     |                           |                   | Iglódi István        | Budapesti Operettszínház                            |
| ifj. Johann Strauss                 | A denevér                 | Rosalinda         | Kerényi Miklós Gábor | Magyar Állami Operaház                              |
| Kálmán Imre                         | Marica grófnő             | Marica            | Kerényi Miklós Gábor | Budapesti Operettszínház                            |
|                                     |                           |                   | Babarczy László      | Csiky_Gergely_Színház, Kaposvár                     |
|                                     |                           |                   | Nagy Viktor          | Kecskeméti Katona József Nemzeti Színház, Kecskemét |
| Kálmán Imre                         | A cirkuszhercegnő         | Fedora            | Vámos László         | Budapesti Operettszínház                            |
| Lehár Ferenc                        | A víg özvegy              | Hanna             | Szinetár Miklós      | Budapesti Operettszínház                            |
|                                     |                           |                   | Szerednyey Béla      | Kecskeméti Katona József Nemzeti Színház, Kecskemét |
|                                     |                           |                   | Béres Attila         | Budapesti Operettszínház                            |
| Huszka Jenő                         | Mária főhadnagy           | Antónia           | Bagó Bertalan        | Budapesti Operettszínház                            |
| Lajtai Lajos                        | A régi nyár               | Zsuzsika          | Iglódi István        | Vörösmarty Színház, Székesfehérvár                  |
| Arrigo Boito                        | Mefistole                 | Margit; Helena    | Kovalik Balázs       | Szegedi Nemzeti Színház                             |
| Giacomo Puccini                     | Tosca                     | címszerep         | Angyal Mária         | Szegedi Nemzeti Színház                             |
| Giuseppe Verdi                      | Nabucco                   | Abigél            | Szikora János        | Szegedi Nemzeti Színház                             |
| Kodály Zoltán                       | Háry János                | Örzse             | Szikora János        | Szegedi Nemzeti Színház                             |
| Giacomo Puccini                     | Turandot                  | címszerep         | Kovalik Balázs       | Magyar Állami Operaház                              |
| Müller – Tolcsvay – Müller          | Mária evangéliuma         | Mária             | Nagy_Viktor          | Madách Színház                                      |
| Loewe – Lerner                      | My Fair Lady              | Elisa             | Babarczy László      | Csiky_Gergely_Színház, Kaposvár                     |
| Wassermann                          | La Mancha lovagja         | Aldonza           | Iglódi István        | Szegedi Szabadtéri Játékok                          |
| Cole Porter                         | Kiss me Kate              | Kate              | Babarczy László      | Csiky_Gergely_Színház                               |
| Claude-Michel Schönberg             | Miss Saigon               | Ellen             | Kerényi Miklós Gábor | Budapesti Operettszínház                            |
| Lévay – Kunze                       | Elisabeth                 | címszerep         | Kerényi Miklós Gábor | Budapesti Operettszínház                            |
| Müller – Tolcsvay – Bródy           | Doktor Herz               | Sally             | Szerednyei Béla      | Kecskeméti Katona József Nemzeti Színház, Kecskemét |
| Andrew Lloyd Webber                 | Az operaház fantomja      | Carlotta          | Szirtes Tamás        | Madách Színház                                      |
| Richard Rodgers – Oscar Hammerstein | A muzsika hangja          | Apácafőnök        | Eperjes Károly       | Pesti Magyar Színház                                |
| Disney – Cameron Mackintosh         | Mary Poppins              | Andrew kisasszony | Szirtes Tamás        | Madách Színház                                      |
| Boublil – Schönberg                 | A nyomorultak             | Thénardierné      | Szirtes Tamás        | Madách Színház                                      |
| Stephen Sondheim                    | Szenvedély                |                   | Valló Péter          | Müpa                                                |
| Andersson                           | Mamma Mia!                | Rosie             | Szirtes Tamás        | Madách Színház                                      |
| Hansard – Irglová – Walsh           | Once / Egyszer            | Baruska           | Szirtes Tamás        | Madách Színház                                      |
| David Yazbek – Robert Horn          | Aranyoskám                | Rita              | Szirtes Tamás        | Madách Színház                                      |
| Norman – Stoppard – Hall            | Szerelmes Shakespeare     | Királynő, Dajka   | Szirtes Tamás        | Madách Színház                                      |
| Neil Simon                          | Pletyka                   | Cookie Cusack     | Szirtes Tamás        | Madách Színház                                      |
| Bertolt Brecht                      | A kaukázusi krétakör      | Gruse             | Babarczy László      | Csiky_Gergely_Színház, Kaposvár                     |
| Carlo Goldoni                       | Mirandolina               | címszerep         | Mikó István          | Turay Ida Színház                                   |
| Hunyady Sándor                      | A vöröslámpás ház         | Tekla             | Makk Károly          | Budapesti Operettszínház                            |
| Ludwig van Beethoven                | IX. szimfónia             | szoprán           |                      |                                                     |
| Giuseppe Verdi                      | Requiem                   | szoprán           |                      |                                                     |
| Bródy János – Tolcsvay László       | Egy mondat a szabadságról | szoprán           |                      |                                                     |
| Tolcsvay László – Tolcsvay Béla     | Magyar mise               | szoprán           |                      |                                                     |

### Filmes és televíziós szerepei
- Nofilter (2019)
- Csak szex és más semmi (2005)

## Díjai, elismerései
- Jászai Mari-díj (2015)
- Érdemes művész (2022)[2]

## Diszkográfia
- Tolcsvay-Müller-Müller: Mária evangéliuma 1991.
- Adamis-Csemiczky: Tintás ujjak 1992.
- Miss Saigon 1994.
- Elisabeth 1996.
- 12 nő 2000.
- Kálmán Imre Operett Jubileum 2002.
- Az operaház fantomja 2003.
- Dr.Herz 2013.
- Angyali segédlettel 2017.